# Kalinin K-12
Il Kalinin K-12 (in caratteri cirillici  Калинин К-12), citato anche come Kalinin BS-2 (in cirillico ВС-2) era un bombardiere bimotore sperimentale progettato dall'OKB 115 diretto da Konstantin Alekseevič Kalinin e sviluppato in Unione Sovietica negli anni trenta.
Il modello, caratterizzato da un aspetto non convenzionale "a coda corta", avrebbe dovuto costituire il banco di prova in scala ridotta del modello definitivo, chiamato Kalinin K-13. Lo sviluppo fu interrotto nel 1938, quando il suo progettista fu arrestato.

## Storia

### Sviluppo
Nel febbraio 1931, nell'ambito di un programma di modernizzazione della Sovetskie Voenno-vozdušnye sily, l'aeronautica militare sovietica, promosso dal Gosudarstvenny lyotno-ispytatelny tsentr Ministerstva oborony imeni V.P.Chkalova (NII VVS), l'istituto di ricerca che aveva il compito di fare sperimentazione nel campo dell'aviazione militare, emise una specifica per la fornitura di un nuovo velivolo multiruolo. Il programma di sviluppo, al quale venne assegnata la sigla BS-2 (in cirillico ВС-2), venne assegnato all'ufficio di progettazione diretto da Konstantin Alekseevič Kalinin e la costruzione allo stabilimento statale di Charkiv.
Lo sviluppo del nuovo aereo fu intrapreso a nel 1934. Si trattava di un velivolo dalle caratteristiche tecniche piuttosto particolari, in particolare per quanto riguardava il profilo alare. La coda, inoltre, era piuttosto corta. Alla sua estremità vi era una torretta con le due mitragliatrici. La struttura era costituita da tubi d'acciaio saldati, mentre la copertura era in tessuto.
Dopo una serie di problemi derivati dai dubbi espressi nella sua progettazione e dopo aver verificato con un modello volante senza motori in scala 1:2 le caratteristiche del futuro velivolo il programma venne spostato a Voronež subendo ulteriori ritardi. Solo nei primi mesi del 1936 venne iniziata la costruzione del prototipo che, una volta completato, venne portato in volo per la prima volta nel luglio 1936 ai comandi del pilota collaudatore Borisov. Borisov venne incaricato di continuare le prove di volo che proseguirono nei mesi successivi. La presentazione al pubblico venne prevista nell'occasione della parata aerea di Tušino in occasione della "Giornata delle Forze Aeree Sovietiche" del 18 agosto dell'anno successivo. In quell'occasione il velivolo venne dipinto con un particolare schema mimetico che rappresentava l'uccello di fuoco, figura della mitologia slava.
Lo sviluppo terminò bruscamente nell'estate 1938, quando Kalinin, nell'ambito delle purghe staliniane, in seguito ai risultati dei suoi progetti ritenuti insoddisfacenti dal governo venne arrestato dal  Direttorato politico dello Stato (OGPU), la polizia segreta sovietica, con l'accusa di sabotaggio industriale e per questo condannato a morte ed il suo OKB sciolto.